# KK MZT Skopje
Der KK MZT Skopje Aerodrom (mazedonisch КК МЗТ Скопје Аеродром, Košarkaški klub Metalski Zavod Tito Skopje Aerodrom) ist ein Basketballverein aus der Opština Aerodrom in der nordmazedonischen Hauptstadt Skopje. Der Verein wurde 1966 gegründet und die Herrenmannschaft des Vereins gehörte bereits in den 1970er Jahren zu den führenden Mannschaften in der jugoslawischen Teilrepublik SR Mazedonien. Nach der Unabhängigkeit gewann die Mannschaft seit 2012 die letzten sechs nationalen Meisterschaften bis 2017 und ist seitdem auch Teilnehmer an der supranationalen Adriatischen Basketballliga (ABA-Liga). Den nationalen Pokalwettbewerb gewann die Herrenmannschaft bereits achtmal, davon die letzten fünf in Verbindung mit dem Titelgewinn in der Meisterschaft als Double.

## Geschichte
1966 bis 1992
Die 1966 gegründete Herrenmannschaft schaffte trotz der Konkurrenz von vier weiteren Basketball-Klubs in Skopje schnell den Anschluss an die Leistungsspitze in der damaligen mazedonischen Teilrepublik. Nach zwei Jahren spielte man bereits in der höchsten mazedonischen Spielklasse und gewann die regionale Liga als beste Mannschaft zwischen 1970 und 1974 fünfmal hintereinander und 1979 ein weiteres Mal. Innerhalb Jugoslawiens, dessen Nationalmannschaft bei der WM 1970 im eigenen Land das erste Mal Weltmeister geworden war, konnte man jedoch nicht in die Spitze der führenden Klubs vordringen. Nach dem Gewinn der regionalen Spielklasse 1979 stieg jedoch 1984 die Metallfabrik Metalski Zavod Tito (MZT) als Namenssponsor ein und gliederte die Mannschaft schließlich in ihr Kombinat ein. Mit Unterstützung des Sponsors konnte sich der KK MZT in der zweithöchsten jugoslawischen Spielklasse festsetzen und schaffte schließlich 1986 den Aufstieg in die höchste Spielklasse YUBA. Mit dem achten Platz bei der Premiere 1986/87 verdrängte man sogar den Lokalrivalen KK Rabotnički als beste mazedonische Mannschaft, bevor man in der folgenden Saison als Vorletzter auf dem elften Platz ebenfalls wieder absteigen musste. 
1992 bis 2006
Nach der Unabhängigkeit gewann der Lokalrivale KK Rabotnički von den ersten 14 Meisterschaften bis inklusive 2006 13 Titel, wobei MZT Aerodrom mit sechs Play-off-Finalteilnahmen 1993, 1996, 1998, 1999, 2001 und 2004 die meisten Vizemeisterschaften erreichte. Mit vier Titelgewinnen im nationalen Pokalwettbewerb bis zum Jahr 2000 war MZT aber zwischenzeitlich Rekordgewinner dieses Wettbewerbs, nachdem man bei den ersten beiden Finalteilnahmen im Pokal 1994 und 1995 noch verloren hatte. Nach dem ersten Pokalsieg 1996 nahm man auch am internationalen FIBA EuroCup teil, dem vormaligen Europapokal der Pokalsieger. Nachdem man zwei Jahre zuvor noch in der ersten Qualifikationsrunde dieses Wettbewerbs zum Auftakt gescheitert war, erreichte man durch fünf Heimsiege unter anderem gegen den späteren Titelgewinner Real Madrid mit ihrem jugoslawischen Star Dejan Bodiroga und den deutschen Vertreter SSV ratiopharm Ulm, gegen den der Verein bereits bei der ersten Teilnahme an einem kontinentalen Wettbewerb im Korać-Cup 1993/94 angetreten war, die folgende K.-o.-Runde der besten 32 Mannschaften des Wettbewerbs. In Addition der beiden Spiele verlor man knapp mit zwei Punkten Unterschied gegen den in der Vorrunde unbesiegten FC Porto, den man zuhause mit vier Punkten Unterschied bezwungen hatte. Im Wettbewerb der folgenden Saison blieb MZT sieglos und verlor gleich alle zehn Vorrundenspiele, nachdem der mannschaftsinterne Topscorer Mark Dean nach zwei Jahren den Verein verlassen und nach Deutschland zum damaligen Erstligisten SV Tally Oberelchingen gewechselt war. Bei der vierten und letzten Teilnahme am nunmehr Saporta Cup genannten Wettbewerb ein Jahr später reichten dann drei Siege in zehn Vorrundenspielen nicht zum Weiterkommen. Zwei Jahre später nahm MZT ein drittes und letztes Mal am Korać-Cup 2000/01 teil, bei dem man in der zweiten Qualifikationsrunde als letzter mazedonischer Vertreter ausschied. 
seit 2006
Als KK Rabotnički 2007 erst ein zweites Mal in der jungen Geschichte des Landes den Meisterschaftstitel nicht verteidigen konnte, war aber nicht der KK MZT zur Stelle, sondern mit dem bisherigen Vizemeister KK Vardar der dritte Hauptstadtklub. In der Folge erreichten auch Mannschaften aus Kavadarci, Ohrid und Strumica die Finalspiele und gewannen nationale Titel. In der Saison 2008/09 führte schließlich ein Fan-Boykott zum Rücktritt der Vereinsführung von MZT im Sommer 2009 beim damals hoch verschuldeten Klub. Mit der Unterstützung der Gemeindeverwaltung aus Aerodrom konnte der Absturz des Vereins verhindert und in der Relegation der Klassenerhalt gesichert werden. Bereits in der folgenden Saison 2010/11 kehrte die Mannschaft wieder erstmals nach acht Jahren in die Finalserie um die Meisterschaft zurück, in der man dem traditionellen Rivalen Rabotnički bei dessen erster Meisterschaft seit 2006 ein weiteres Mal unterlag. Während deren Titelgewinn nur eine kurzfristige Rückkehr zu altem Glanz bedeutete, war bei MZT die Kehrtwende vollzogen und in der folgenden Saison gewann man nach zwölf Jahren nicht nur erstmals wieder den nationalen Pokalwettbewerb, sondern mit dem ersten Titelgewinn in der Meisterschaft auch gleich das Double. Dieses konnte MZT auch in den folgenden vier Jahren verteidigen bis auf 2015, als man nur den Meisterschaftstitel gewann. In der supranationalen ABA-Liga, die im Jahr 2001 in der Nachfolge der alten YUBA gegründet worden war, nahm MZT erstmals in der Saison 2012/13 teil, als man mit positiver Bilanz den siebten Platz erreichte. Dies blieb auch nach den folgenden drei Teilnahmen in der ABA-Liga die vorerst beste Bilanz von MZT in diesem Wettbewerb.

## Bekannte Spieler
| - Vrbica Stefanov 1992–98 - Mark Dean 1995–97 - Pero Blaževski 1995–97, 1998–2000, 2008/09 - Todor Gečevski 2001, 2011–14 - Gjorgji Čekovski 2011–14 - Ognen Stojanovski 2011–14 - Boris Bakić 2012/13 - Damjan Stojanovski seit 2012 - Aleksandar Kostoski 2013/14 - Aleksandar Cvetković 2013–2015 | - Sead Šehović 2013–2015 - Giorgi Zinzadse 2014 - Owen Klassen 2014/15 - Predrag Samardžiski 2014/15 - Marko Simonovski 2014/15 - Aleksandar Ćapin 2015 - Uroš Luković seit 2015 - Marko Luković seit 2015 - Marko Ljubičić seit 2015 - Nemanja Protić seit 2015 |